# Aviogenex
Aviogenex war eine ursprünglich jugoslawische, später serbische Charterfluggesellschaft mit Sitz in Belgrad und Basis auf dem Flughafen Belgrad.

## Geschichte
Aviogenex wurde am 21. Mai 1968 durch die Generalexport Holding Corporation unter dem Namen Genex Airlines gegründet. Im April des folgenden Jahres nahm sie den Flugbetrieb mit zwei Tupolew Tu-134A auf. 1983 erhielt die Gesellschaft ihren ersten beiden Boeing 727-200 aus Beständen der jugoslawischen Luftwaffe. In den Jahren 1987 und 1988 wurde jeweils eine fabrikneue Boeing 737-200 übernommen. Dazu stießen weitere gebrauchte Flugzeuge, bis zum Jahr 1990 wuchs die Flotte auf 13 Flugzeuge an.
Nach dem Ausbruch der Jugoslawienkriege musste Aviogenex 1992 den internationalen Flugverkehr zunächst aufgrund des Embargos der UN einstellen. Ein Teil der Flotte wurde in der Folge an andere Fluggesellschaften verleast. In diesem Zuge verließen auch die letzten Tupolew Tu-134A die Flotte. Mitte der 1990er-Jahre betrieb Aviogenex eine Flotte von drei Boeing 727-200 und drei Boeing 737-200, wovon eine 1996 verkauft und eine andere 1998 bei einem Unfall zerstört wurde. Im September 2006 verkaufte Aviogenex die drei Boeing 727-200 an Pennant Aviation, wovon zwei noch in Belgrad verschrottet wurden. Es verblieb eine Boeing 737-200 in der Flotte, welche im Frühjahr 2012 durch eine Boeing 737-400 ersetzt werden sollte, dies wurde jedoch mit Stand Januar 2013 nicht umgesetzt.
Im Februar 2015 wurde bekannt gegeben, dass Aviogenex mangels interessierter Investoren den Betrieb einstellen und liquidiert wird. Die Boeing 737-200 (zeitgleich auch die letzte in Europa betriebene Maschine dieser Version), wurde bereits im Jahr 2014 in Belgrad stillgelegt und sollte am 5. Mai 2015 an einen Käufer in Afrika verkauft werden. Der Verkauf wurde jedoch am 2. Juni 2015 durch ein serbisches Gericht annulliert.

## Flugziele
Aviogenex bot ihr zuletzt einziges Flugzeug hauptsächlich Reiseveranstaltern für Charterflüge oder anderen Fluggesellschaften im Leasing an und flog im Rahmen dessen Ziele in Europa, dem Mittelmeerraum und dem Nahen Osten an. Das Flugzeug flog im Sommer 2013 beispielsweise auch für Jat Airways.

## Flotte

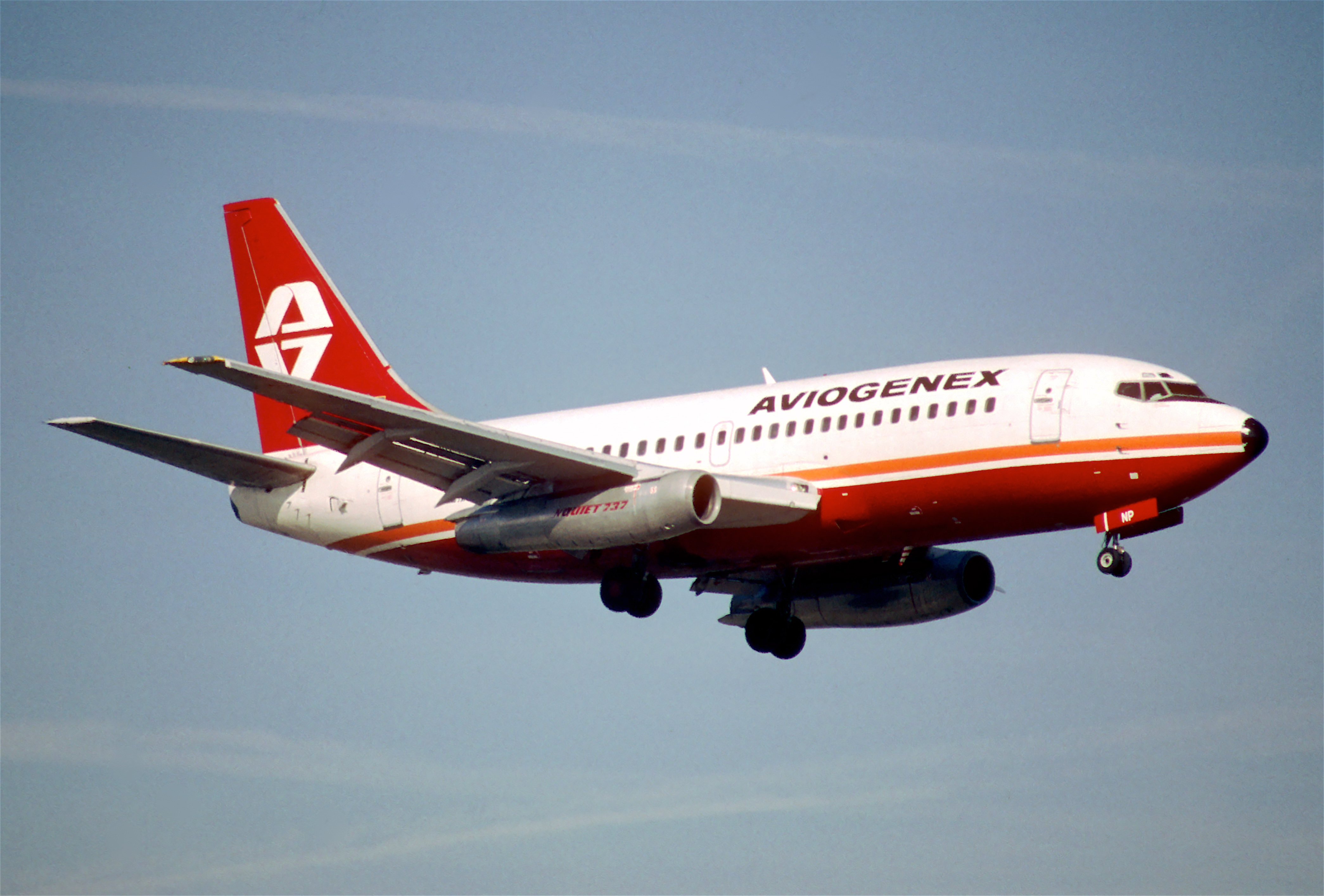
Eine Boeing 737-200 der Aviogenex in Zürich, 1999

### Flotte bei Betriebseinstellung
Mit Stand August 2015 bestand die Flotte der Aviogenex aus einem Flugzeug mit einem Alter von 28,2 Jahren:
- 1 Boeing 737-200 mit 125 Sitzplätzen (mit Hush Kits nachgerüstet[8]; zuletzt betrieben für Westair Bénin[3]), abgestellt in Belgrad.

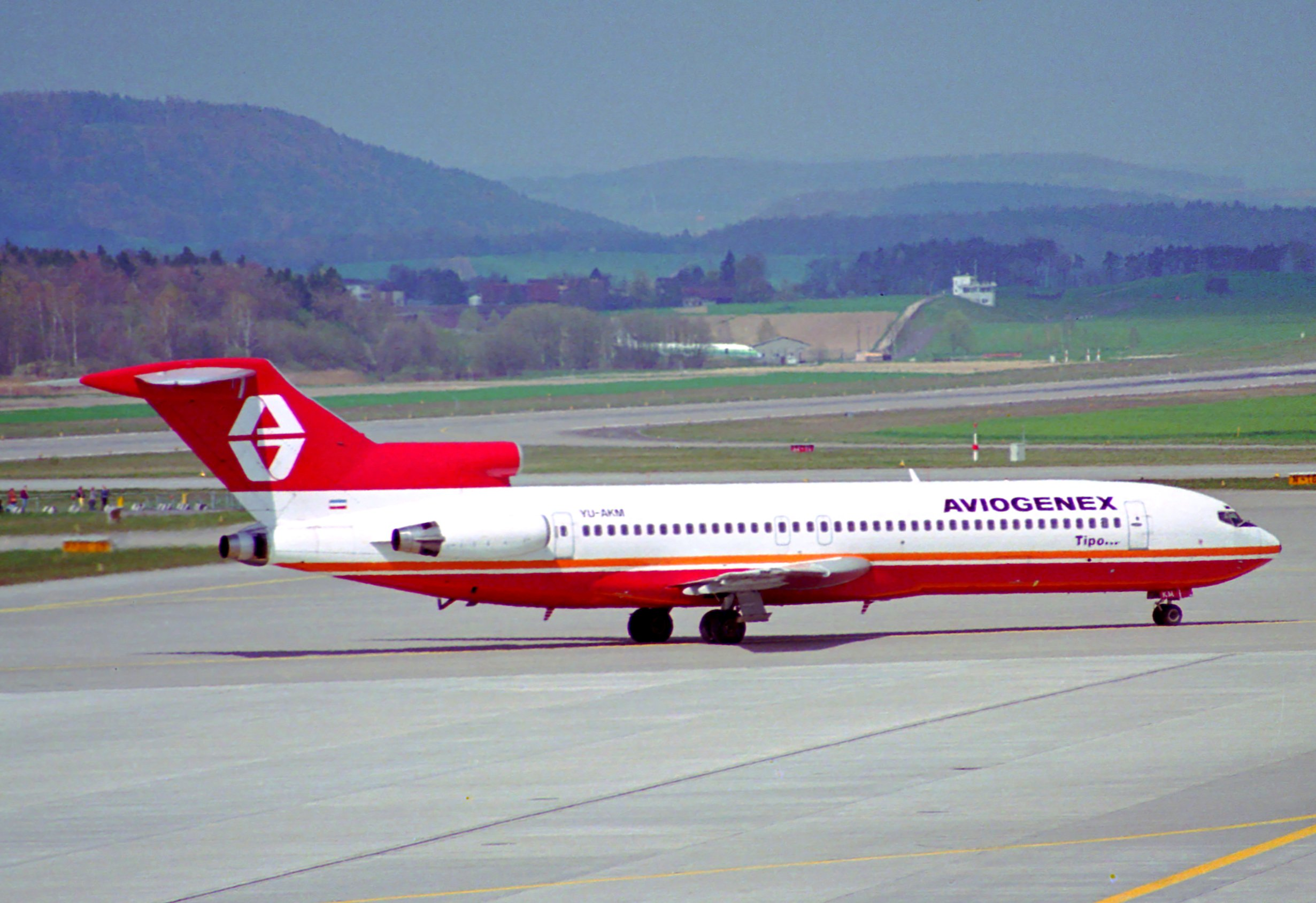
Eine Boeing 727-200 der Aviogenex in Zürich, 1995

### Zuvor eingesetzte Flugzeuge
In ihrer Firmengeschichte betrieb Aviogenex folgende Flugzeugtypen:
- 5 Boeing 727-200 (1983–2006)
- 7 Boeing 737-200 (1987–2015)
- 12 Tupolew Tu-134A (1961–1993)

## Zwischenfälle
Aviogenex verzeichnete in ihrer Geschichte vier Unfälle, davon zwei mit Todesopfern:
- Am 23. Mai 1971 verunglückte eine Tupolew Tu-134A mit dem Luftfahrzeugkennzeichen YU-AHZ aus London kommend bei der Landung in Rijeka. Das Flugzeug setzte während starker Winde und schwerer Regenfälle sehr hart auf der Landebahn auf, wobei eine Tragfläche brach und sich in der Folge überschlug und Feuer fing. Von 83 Menschen an Bord kamen 78 ums Leben. Unter den Opfern befand sich der bekannte kroatische Dichter Josip Pupačić mit seiner Frau und Tochter (siehe auch Aviogenex-Flug 130).[12]
- Am 12. Juni 1974 wurde eine Tupolew Tu-134A mit dem Kennzeichen YU-AJD bei einer Bauchlandung in Brüssel schwer beschädigt, nachdem die Piloten versäumt hatten, das Fahrwerk auszufahren. Die 85 Insassen überlebten den Unfall, das Flugzeug wurde wieder repariert.[13]

- Am 2. April 1977 befand sich eine weitere, mit Fleischprodukten beladene Tupolew Tu-134A mit dem Kennzeichen YU-AJS im Landeanflug auf den Flughafen Libreville in Gabun, als die Piloten bemerkten, dass die Landebahn durch eine rangierende Boeing 707 blockiert war. Der diensthabende Fluglotse hatte die Piloten zuvor nicht darüber in Kenntnis gesetzt. Beim hastigen Einleiten des Durchstartens bei Regen verriss der übermüdete Kapitän die Steuersäule, wodurch das Flugzeug einen Schlenker flog, dabei einen 60 Meter hohen Affenbrotbaum streifte und abstürzte. Alle acht Menschen an Bord kamen dabei ums Leben (siehe auch Flugunfall der Aviogenex bei Libreville).[14]

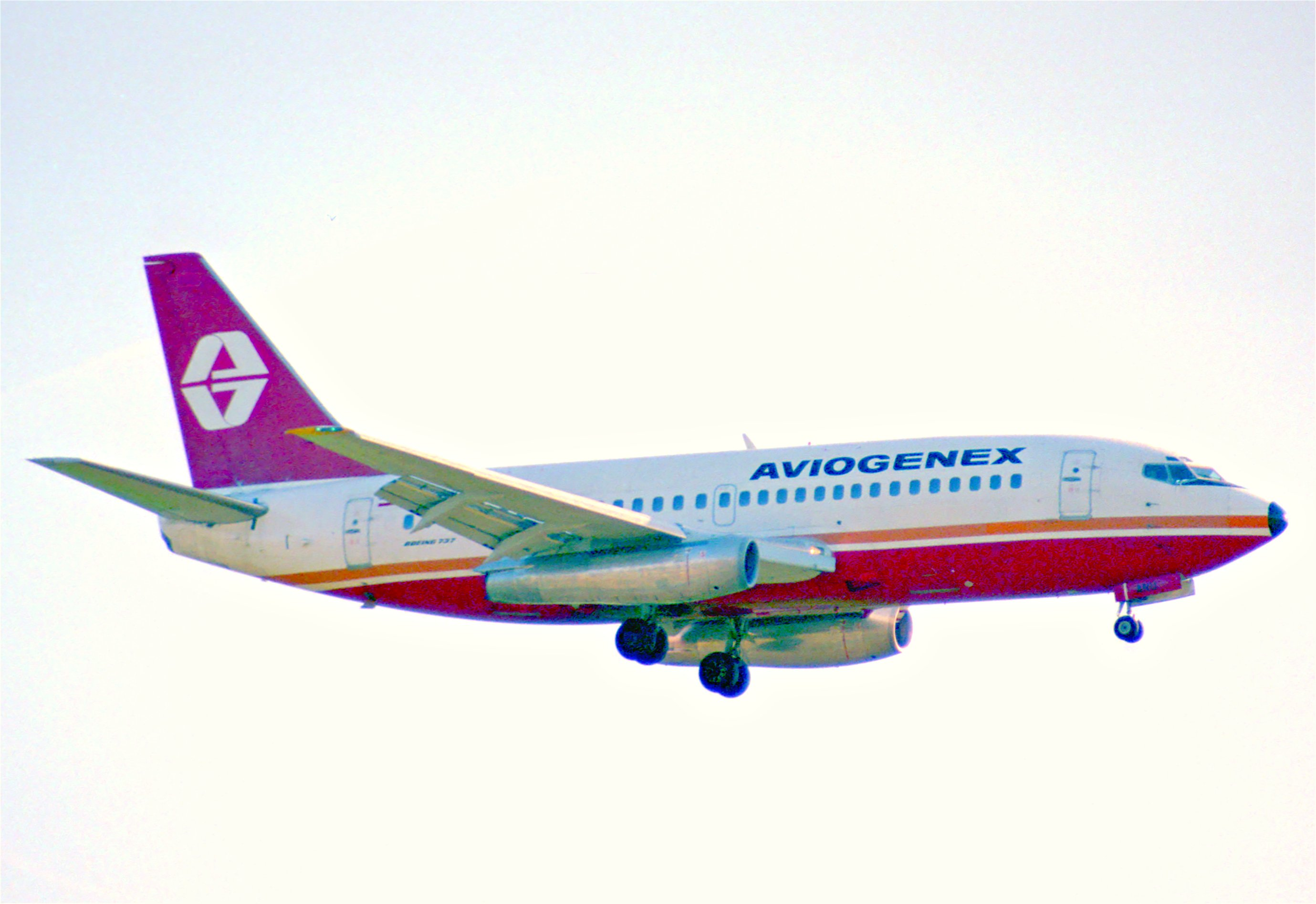
Die in Kaduna verunfallte Boeing 737-200 YU-ANU in Zürich, 1996

- Die in Kaduna verunfallte Boeing 737-200 YU-ANU in Zürich, 1996Am 22. Februar 1998 brannte eine an Chanchangi Airlines vermietete Boeing 737-200 mit dem Kennzeichen YU-ANU während eines Crewtrainings in Kaduna, Nigeria, aus. Bei einer Übung zu Startabbrüchen fing das linke Fahrwerk beim vierten Durchgang Feuer, woraufhin das Flugzeug komplett ausbrannte. Die Ursache war, dass innerhalb von zwölf Minuten vier Durchgänge durchgeführt wurden, obwohl bei den vorherrschenden Bedingungen die Bremsen nach jedem Durchgang mindestens 10 Minuten abkühlen hätten müssen. Die 24 Personen an Bord des Flugzeuges blieben unverletzt.[15]